# Ardennese
L'Ardennese è una razza equina europea. È un cavallo brachimorfo adatto al tiro pesante di carichi dai 600 agli 800 kg a seconda dell'esemplare. Antico cavallo noto ai tempi di Giulio Cesare; si ipotizza sia derivante dagli antichi cavalli preistorici dell'epoca quaternaria i cui resti furono ritrovati a Solutrè; la razza, infatti, conserva ancora oggi i caratteri primitivi come la tipica forma del cranio con il naso squadrato. Questa razza ha un temperamento tranquillo ed energico con una mole solida e massiccia.

## Storia

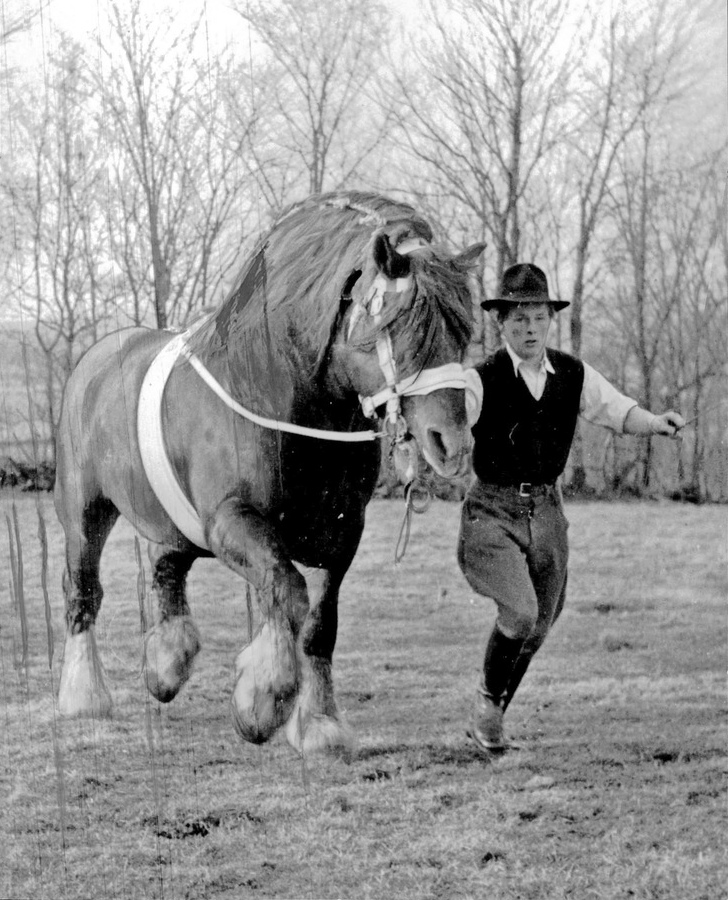
L'Ardennese ha una mole considerevole.

Nato nella regione montuosa delle Ardenne, al confine tra Francia e Belgio, le sue origini sono antichissime: fu elogiato da Giulio Cesare che ebbe modo di apprezzare la sua robustezza e tenacità durante le Guerre Galliche; tale razza era nota anche allo storico greco Erodoto. Durante le Crociate dell'XI secolo, fu utilizzato dai cavalieri sotto il comando di Goffredo di Buglione.All’epoca il cavallo Ardennese aveva una mole ridotta (m. 1,42-1,52), ma era straordinariamente resistente, infatti già nel XVII secolo veniva utilizzato come cavallo da sella e da traino leggero, in particolare da Henri de La Tour d'Auvergne, visconte di Turenne.È tra i progenitori dei grandi cavalli del Medioevo.

### Impiego nell'esercito

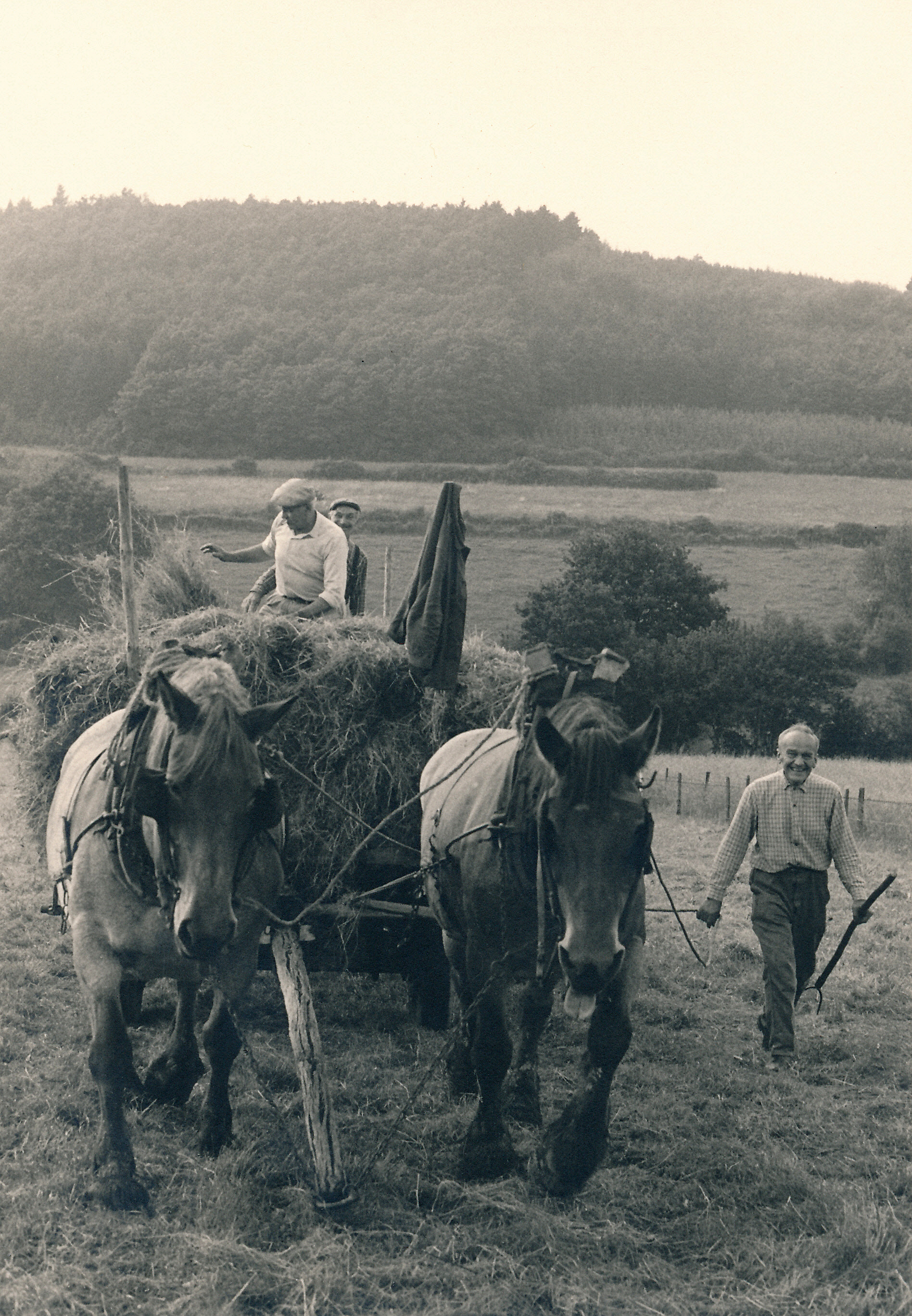
In passato l'Ardennese trovava vasti impieghi in agricoltura.

Durante la Rivoluzione francese e il Primo Impero, veniva considerato come il miglior cavallo da artiglieria di tutta Europa a causa del suo temperamento docile unito alla straordinaria forza. Infatti, trainò carri e cannoni dell’esercito francese durante la campagna in Russia (sembra fosse l’unica razza in grado di sopportare il clima molto rigido). Fu impiegato anche durante la prima guerra mondiale. Il suo utilizzo da parte dell’esercito continuò fino alla seconda guerra mondiale.

### Impiego in agricoltura
Tuttavia, in passato l’Ardennese aveva anche un importante ruolo nell’agricoltura e fu proprio per cercare di soddisfare le esigenze degli agricoltori che si cercò di rendere questa razza più pesante. Si tentarono incroci con Boulonnais e Percheron, ma determinante fu l’apporto di sangue di cavalli Belgi da tiro, Purosangue Arabo e Inglese che ne modificò la struttura originale. Dalla seconda metà del XIX secolo agli anni cinquanta del Novecento, l'Ardennese trovò lavoro in tutte le principali aziende agricole essendo nota la sua capacità di lavorare su terreni accidentati e pendenti. Tuttavia la meccanizzazione del lavoro agricolo lo ha reso un cavallo destinato alla produzione della carne.
Nel 1908, presso la Società Ippica delle Ardenne, fu istituito uno Stud-Book francese dedito al miglioramento genetico di questa razzaOggi questa razza ha trovato diverse piccole nicchie come il traino di calessi per turisti, lavorazioni di terreni irraggiungibili dalle macchine, cavalcate terapeutiche con bambini.

## Caratteristiche morfologiche della razza
- Tipo: Brachimorfo.Ardennese vista laterale per valutazione morfologica.

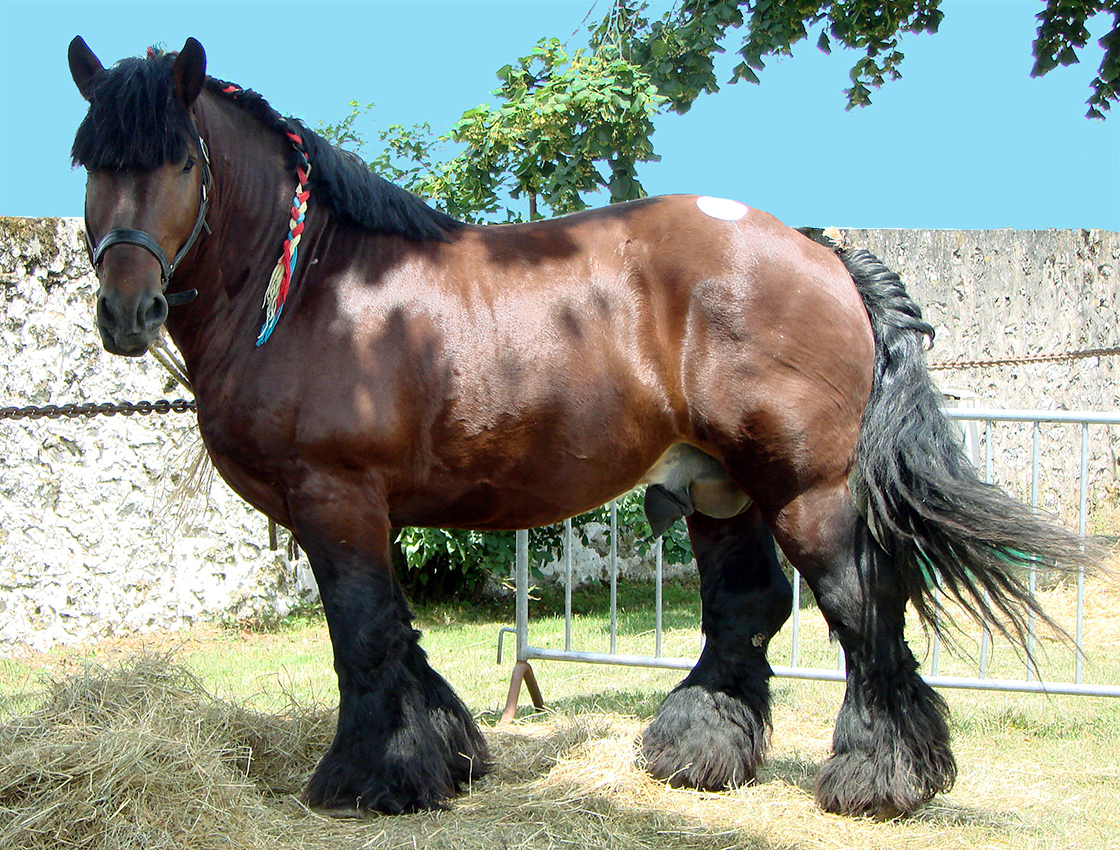
Ardennese vista laterale per valutazione morfologica.

- Mantello: roano rosso, baio, sauro, grigio ubero o isabella. Sono ammessi (tuttavia rari) il sauro chiaro, baio scuro e il palomino, ma non è ammesso il morello.[6]
- Altezza al garrese: tra i 152 e i 165 cm.[8]
- Peso: tra i 700 e i 1000 kg, peso medio: 750-850 kg.[6]
- Testa: dal profilo rettilineo,è molto larga e massiccia, si distingue per la fronte bassa e piatta,cavità oculari leggermente sporgenti. Orecchie distanziate, piccole ed appuntite, muso squadrato.[6]
- Collo: robusto, muscoloso e arcuato, ma anche molto lungo. Ben inserito fra le spalle ponderose, largo alla base. Ha un'attaccatura della criniera molto pronunciata.[6]
- Garrese: poco pronunciato, esteso e compatto.[6]
- Dorso: molto breve e lombi eccezionalmente muscolosi. Linea dorso-lombare è corta e dritta.[6]
- Corpo: la struttura ossea è molto sviluppata, accompagnata da una muscolatura di egual valore. Il passaggio delle cinghie è profondo e la conformazione generale denota potenza. Spalle sono dunque possenti e ben inclinate. Petto molto sviluppato, il torace ampio, con buona convessità dei costati. Al contrario di quanto si osserva in molte razze pesanti, il garrese è in linea, o perfino più basso della groppa.[6]
- Groppa: arrotondata, obliqua e muscolosa, con attaccatura della coda non troppo bassa.[6]
- Treno posteriore: i quarti sono dotati di muscoli particolarmente corti, voluminosi e potenti.[6]Dettaglio del pastorale

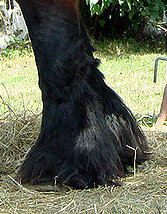
Dettaglio del pastorale

- Arti: molto brevi e massicci, gli avambracci sono eccezionalmente muscolosi e, attraverso le ginocchia, larghe e piatte, si innestano negli stinchi, molto compatti e robusti;  Gli arti sono coperti da una folta pelosità, al di sotto di ginocchia e garretti, mentre la vecchia varietà piccola dell'Ardennese presentava una peluria più rada sulla parte inferiore degli arti ed era più leggera e più veloce.[6]
- Garretti: bassi grandi e potenti. I tendini sono resistenti.[6]
- Piedi: Relativamente piccoli, ma forti e ben conformati, dunque tondeggianti e solidi.[6]
- Gli ardennesi possiedono uno strato compatto di folti peli sul pastorale, che toccano quasi terra e ricoprono lo zoccolo come una coltre. Così l'acqua scorre via con facilità e la pelle del pastorale rimane protetta dalla sporcizia.
- Gli ardennesi possiedono zoccoli molto robusti, hanno perciò bisogno di ferri chiaramente più grossi di quelli dei cavalli da sella, sebbene l'altezza al garrese sia inferiore.

## Influenze

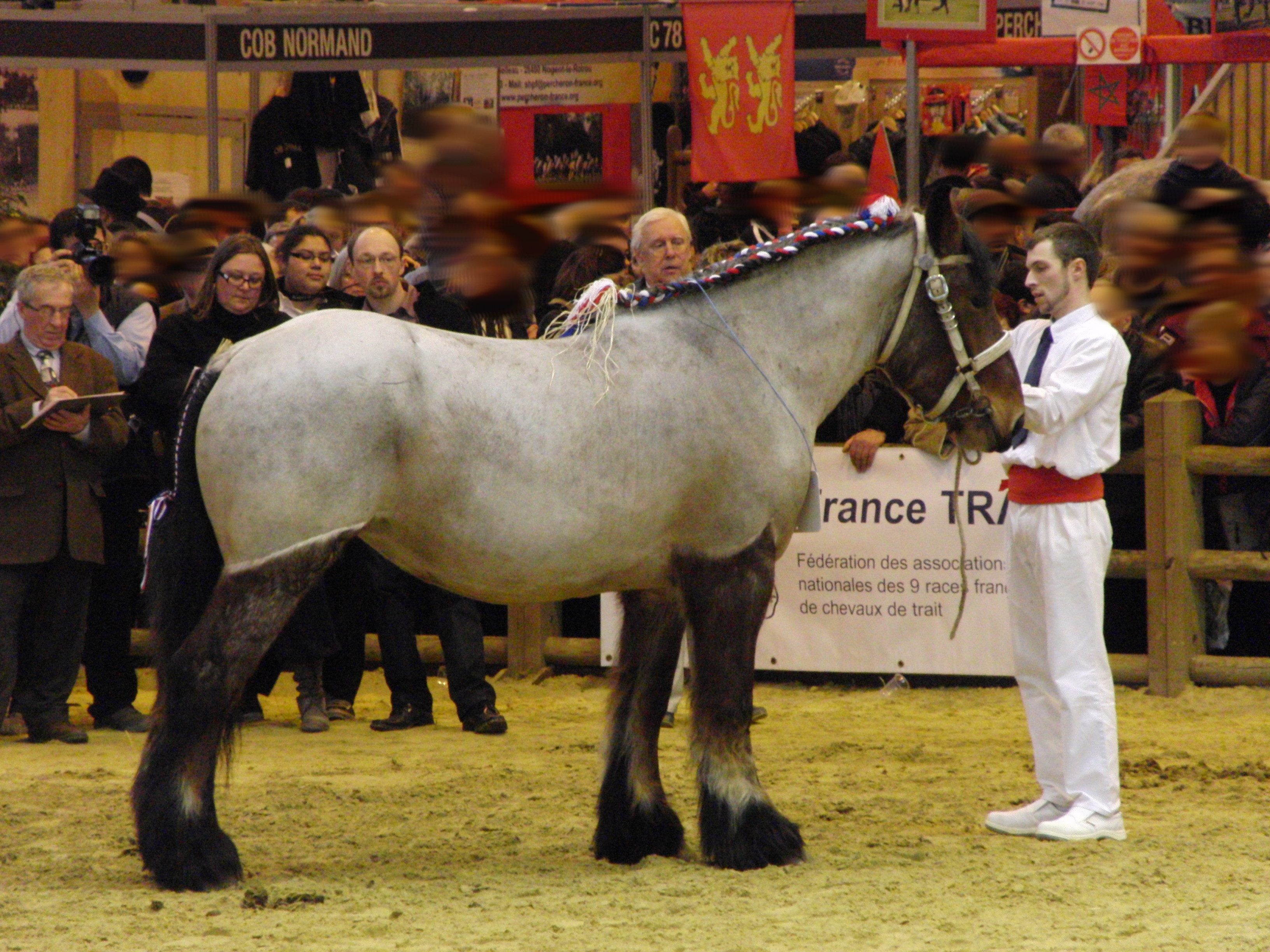
Trait du Nord

Ha contribuito alla formazione di numerose razze europee da tiro pesante. Insieme al Belga, ha contribuito alla formazione dell’Ardennese svedese, la cui impronta si può rilevare sia per quanto concerne il temperamento che per ciò che riguarda l’aspetto esteriore, massiccio e compatto (alcuni ritengono che sia frutto dell’incrocio tra Ardennese e Svedese Nordico). Il Trait du Nord può essere definito come la versione più grande e più rustica dell’Ardennese dal quale deriva: difatti è chiamato anche Ardennese del Nord.

## Attitudini

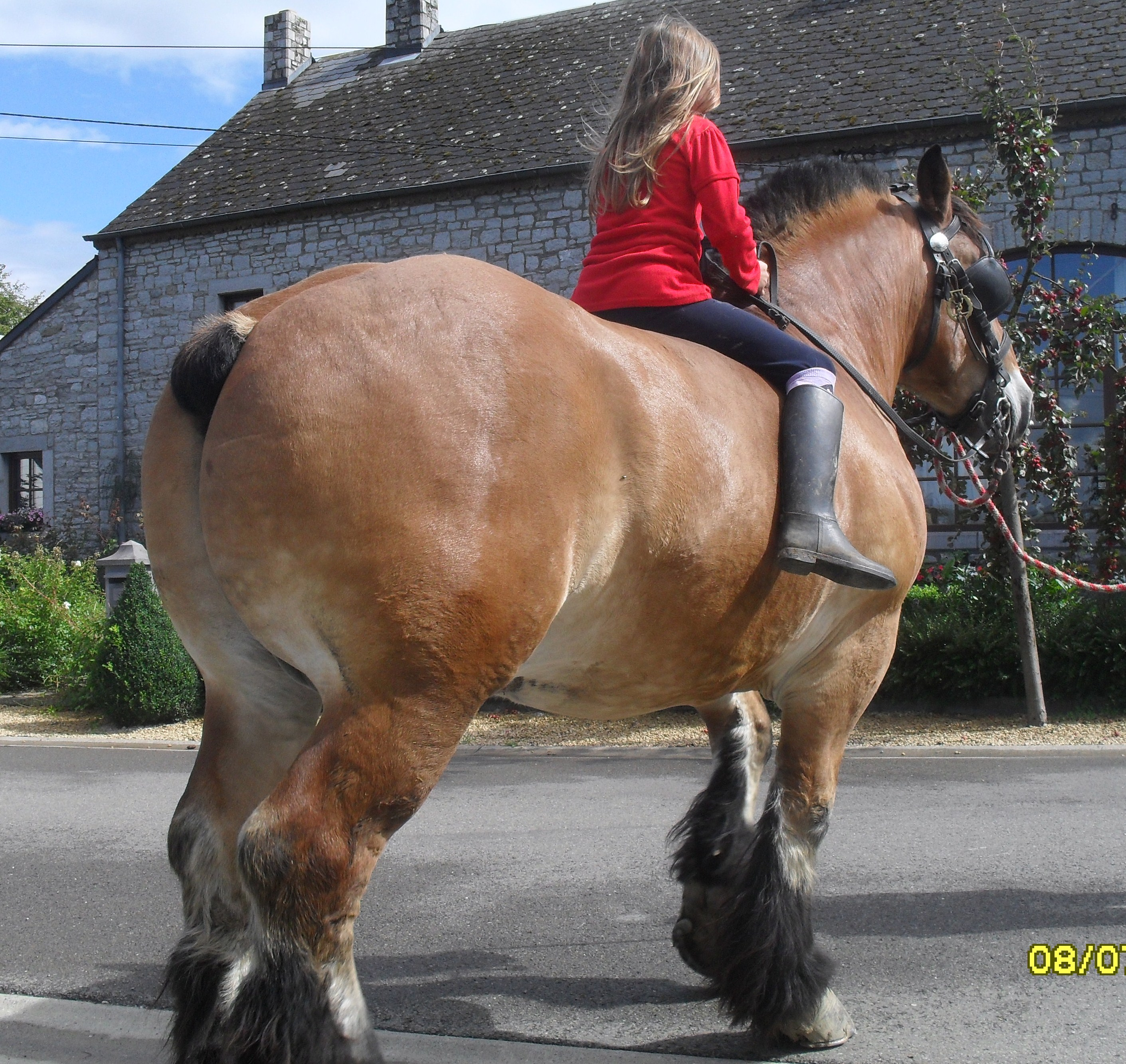
Esemplare docile adatto alle passeggiate con i bambini

Gli utilizzi del cavallo ardennese sono molteplici. In passato furono utilizzati come cavalli da guerra nell'XI secolo e rimonta per la cavalleria XVII secolo. Grazie alla conformazione ampia, muscolosa e dalle articolazioni forti, gli ardennesi vennero considerati i migliori cavalli per l'artiglieria. La razza è utilizzata per le attività agricole come trainare notevoli pesi e per il lavoro in terreni accidentali e collinari.                                                                                                          È un cavallo molto frugale, disponibile al lavoro e di grande docilità. Questo aspetto del carattere è molto importante in un cavallo da tiro pesante.
Con l'avvento della tecnologia in campo agricolo, viene meno l'utilizzo del cavallo ardennese. Oggi le sue attitudini si focalizzano in:
- produzione di carne (vasta muscolatura), alimento fondamentale per molti paesi europei tra cui Francia, Belgio, Germania e Svizzera.
- incrocio con altre razze specialmente in Europa e Asia.
- esibizioni.
- passeggiate terapeutiche dato il temperamento docile, tranquillo ed energetico.
- guida competitiva in tutta Europa per l'azione agile e la resistenza.

## Allevamento
L'utilizzo della razza Ardennese si è ampiamente diffuso al di fuori del suo luogo d'origine. I principali e maggiormente popolosi riconosciuti dal libro genealogico della razza sono allocati in Belgio, Francia, Lussemburgo, Svezia e Polonia. Sono stati riscontrati alcuni casi di registrazioni anche in altre zone dell'Europa, come Germania e Regno Unito, dove la razza rientra fra quelle di rara importazione, e in altre parti del mondo quali Cile e Cina.

### Francia
Questo tipo di cavallo da tiro si trova in quasi tutta la Francia, in particolare nella zona nord-est del paese. La regione che presenta il maggior numero di allevamenti è quella della Champagne-Ardenne, in cui il cavallo stesso è patrimonio regionale. Un consistente numero di allevamenti si osserva anche nelle regioni dell'Alvernia, Nuova Aquitania e Alsazia. Negli ultimi anni l'Ardennese è rientrato a far parte di una delle più comuni razze utilizzate in gare per cavalli da tiro, insieme a Comitois, Bretone e Percheron. La Francia attualmente esporta cavalli di questa razza specialmente in stati limitrofi quali Belgio e Germania, ove vengono impiegati per attività di allevamento e come animali da compagnia. Le esportazioni in Marocco, Ungheria e Lussemburgo sono relative ed esclusivamente finalizzate all'allevamento, mentre quelle dirette verso la Finlandia e la Bulgaria talvolta riguardano anche l'attività circense. Il cavallo Ardennese è esposto e celebrato ogni anno al Salone del Cavallo di Parigi.

### Belgio
Dagli anni trenta del Novecento si tiene una competizione per i cavalli di razza Ardennese nel contesto della fiera agricola di Libramont, con inizialmente più di 300 iscrizioni che sono andate progressivamente diminuendo nel corso degli anni per arrivare a poco meno di 200. Gli allevamenti si trovano infatti principalmente nella zona sud ed est del Belgio. Vengono distribuiti premi di riproduzione ad ogni nascita di un puledro Ardennese.

### Lussemburgo

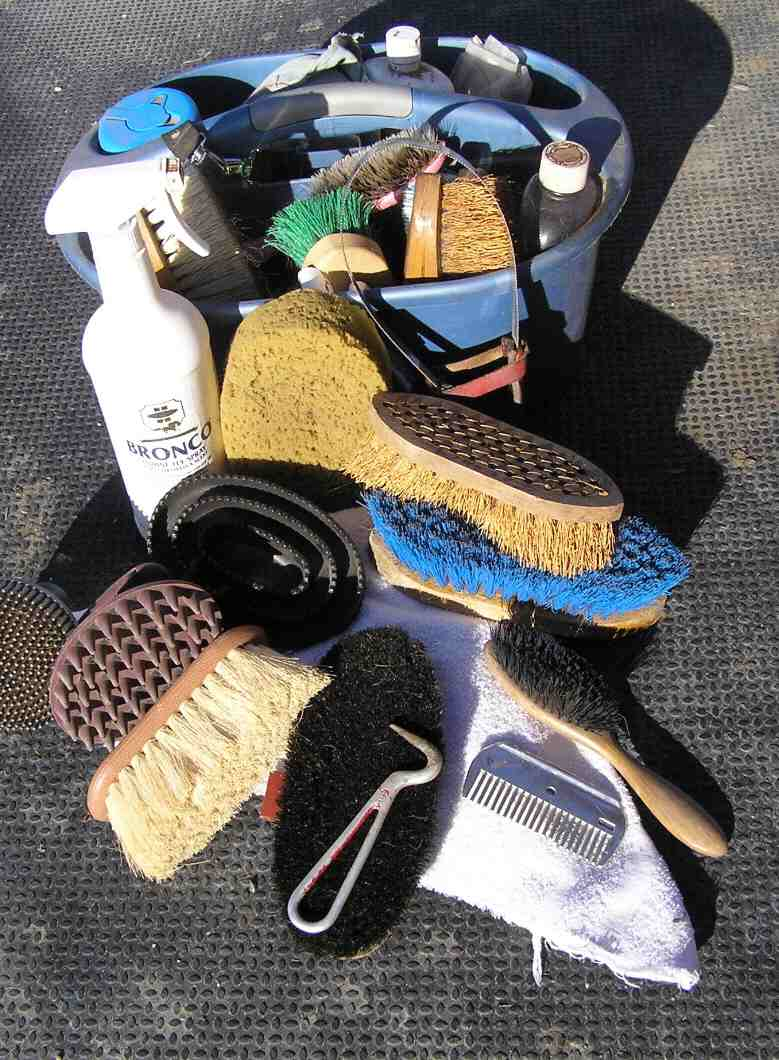
Utensili per le cure e pulizia del cavallo

L'allevamento di tale razza è principalmente finalizzato all'agricoltura, ma sono progressivamente in calo. A Munshausen è presente un museo del cavallo da tiro Ardennese.

## Cure e mantenimento in allevamento
La pulizia dell'animale deve essere abitudine giornaliera con gli appositi utensili; è importante liberare gli zoccoli da residui di terra, sabbia, fango e sassi utilizzando il curasnette. Nella zona addominale si possono formare incrostazioni dovute al sudore, quindi bisogna pulire regolarmente l'area per evitare la manifestazione di escoriazioni attraverso l'uso di una striglia, che serve anche per massaggiare il mantello. Per la pulizia e una corretta cura è necessario inoltre essere muniti di spugne, pettini e spazzole. A fine del lavaggio e strigliatura si procede applicando un prodotto per lucidare il mantello attraverso un panno e movimenti circolari.

## Alimentazione

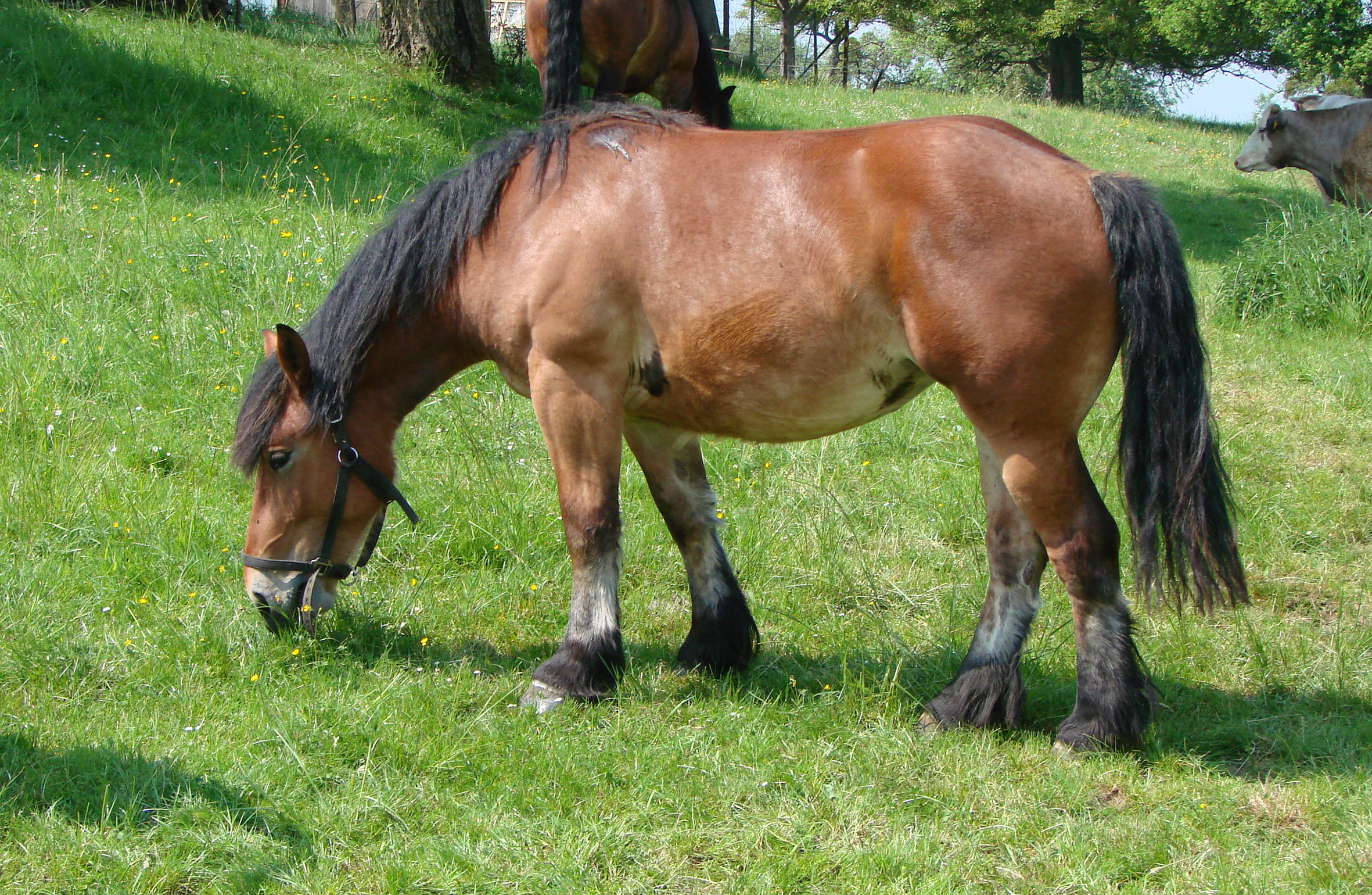
Una giumenta Ardennese al pascolo

Questo cavallo, quando è al pascolo, si nutre principalmente di graminacee che riconosce grazie ai lunghi peli tattili posti sotto il mento e sul labbro superiore.
Se viene nutrito in stalla, sarà necessaria una dieta equilibrata di mantenimento, composta da avena, orzo, mais, crusca, carote, barbabietole e anche frutta come anguria, mandarino e mele.
Esistono in commercio altri mangimi ben bilanciati, che possono sostituire tutti gli altri cibi. In ogni caso, il fieno, resta l’alimento per eccellenza.
Non deve mai mancare l’acqua che deve essere sempre pulita.